# Мирша (комуна)
Мирша (рум. Mârșa) — комуна у повіті Джурджу в Румунії. До складу комуни входить єдине село Мирша.
Комуна розташована на відстані 43 км на захід від Бухареста, 62 км на північний захід від Джурджу, 138 км на схід від Крайови, 142 км на південь від Брашова.

## Населення
За даними перепису населення 2002 року у комуні проживали 2784 особи. Усі жителі комуни рідною мовою назвали румунську.
Національний склад населення комуни:
| Національність | Кількість осіб | Відсоток |
| -------------- | -------------- | -------- |
| румуни         | 2685           | 96,4%    |
| цигани         | 99             | 3,6%     |

Склад населення комуни за віросповіданням:
| Релігія       | Кількість осіб | Відсоток |
| ------------- | -------------- | -------- |
| православні   | 2770           | 99,5%    |
| бретрени      | 13             | 0,5%     |
| п'ятдесятники | 1              | < 0,1%   |